# La Perxa

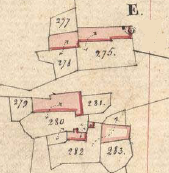
La Perxa en el Cadastre napoleònic del 1812 (Arxius Departamentals dels Pirineus Orientals)

La Perxa és un poble del terme comunal de la Cabanassa, a la comarca del Conflent, de la Catalunya del Nord.
És en el sector occidental del terme de la Cabanassa, en el mateix Coll de la Perxa. Es troba, així, doncs, damunt de la partió d'aigües del Segre i de la Tet, límit natural entre la Cerdanya i el Conflent.
Actualment a la Perxa hi ha el nucli vell, ran de carretera general (N - 116), i una urbanització nova al nord-oest, anomenada Patau.
En aquest lloc hi haqué el priorat benedictí de Santa Maria de la Perxa, que posseïa hospital de peregrins.

## Etimologia
Joan Coromines, en el seu Onomasticon Cataloniae, explica el topònim Perxa a partir del mot llatí pertica (mena de biga tallada en el bosc), atès que el camí era marcat amb pals plantats en vertical per a guiar els viatgers.